# Copaiba
Copaiba là một chi thực vật có hoa trong họ Đậu.